# Dickschnabelspötter
Der Dickschnabelspötter (Arundinax aedon, Syn.: Phragamaticola aedon, Iduna aedon, Acrocephalus aedon), auch Dickschnabel-Rohrsänger genannt, ist eine Vogelart aus der Familie der Rohrsängerartigen (Acrocephalidae). Die Art bewohnt junge Waldstadien im Süden Sibiriens und überwintert in Indien. In Mitteleuropa ist die Art eine extrem seltene Ausnahmeerscheinung im Herbst. Der Dickschnabelspötter ist der einzige Vertreter der Gattung Arundinax und ist enger mit den Spöttern der Gattung Iduna verwandt als mit den Rohrsängern der Gattung Acrocephalus, mit denen er früher in eine Gattung gestellt wurde.

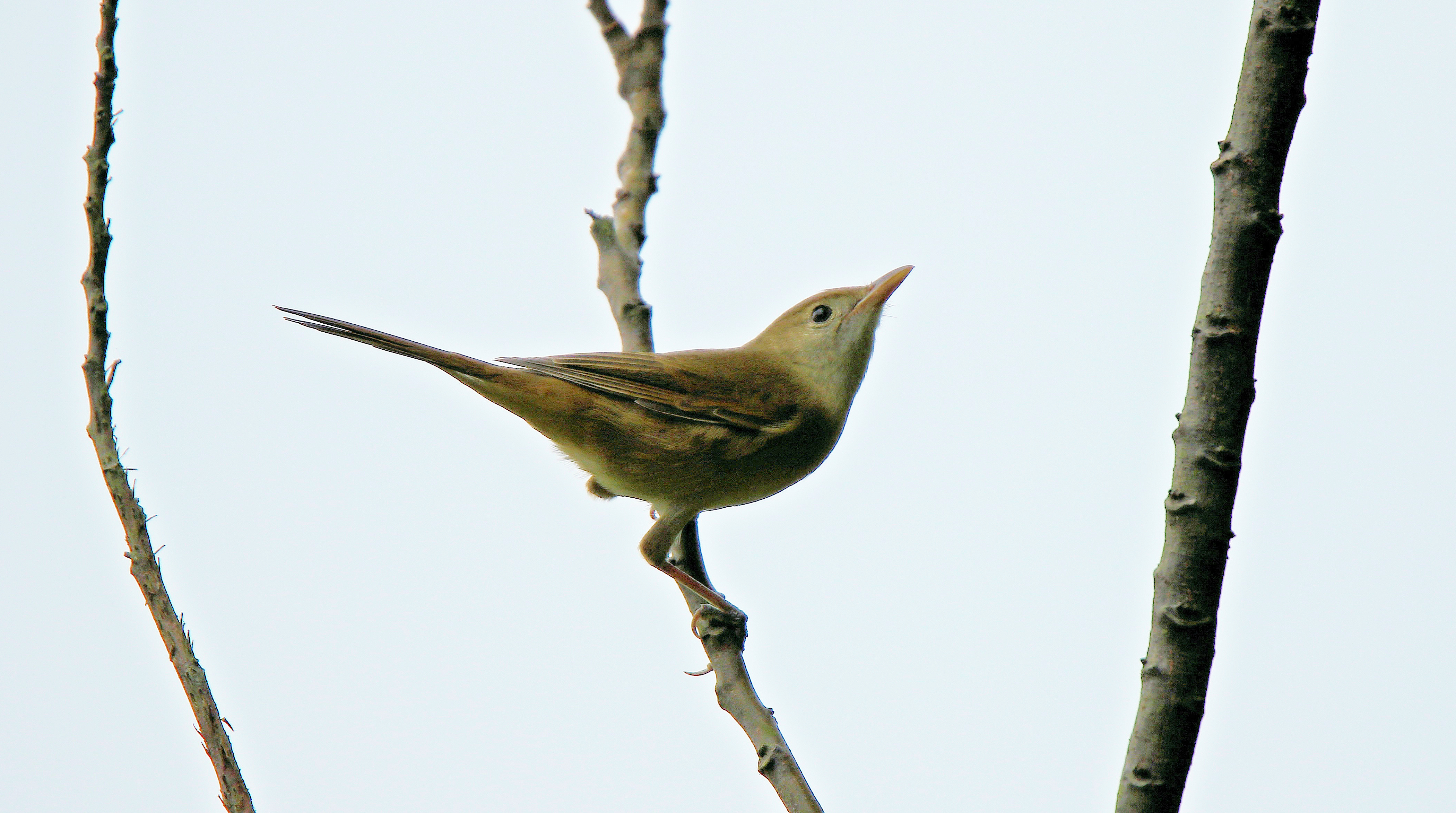
Dickschnabelspötter in Hanoi, Oktober 2017

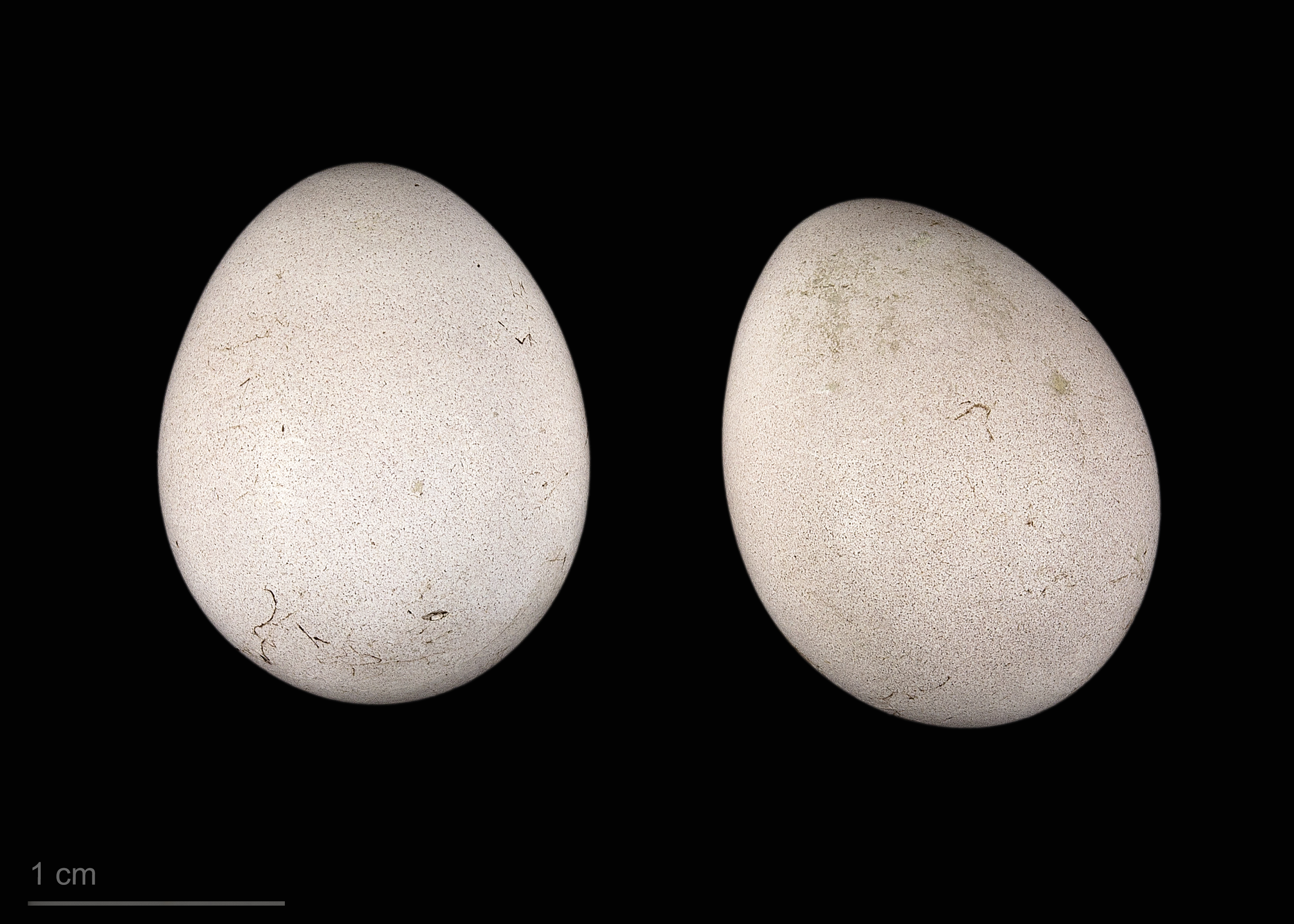
Arundinax aedon aedon, Sammlung Museum von Toulouse

## Merkmale
Der Dickschnabelspötter zählt mit einer Körperlänge von 16,0 bis 17,5 cm zu den großen Rohrsängerartigen. Die Größe entspricht etwa dem Drosselrohrsänger. Der Schnabel ist kurz und kräftig, die Handschwingenprojektion ist verglichen mit anderen Vertretern der Familie kurz und der Schwanz ist am Ende stark gerundet.
Ähnlich wie die Gartengrasmücke zeigt die Art keine markanten Färbungs- oder Zeichnungsmerkmale. Die Oberseite ist graubraun; Bürzel, Schwanzbasis und Scheitel sind etwas wärmer rotbraun. Die Unterseite ist schmutzig weiß; Brust, Flanken und Unterschwanzdecken sind beige überhaucht. Der Kopf zeigt im Gegensatz zu allen anderen in Europa vorkommenden Rohrsängern keinen deutlichen Überaugenstreif. Der Zügelstreif ist hellgrau, der Augenring weißlich beigegrau, so dass das Auge optisch deutlich hervorsticht. Der dunklere Scheitel bildet oft eine angedeutete Kopfkappe. Der Oberschnabel ist schwarzgrau, der Unterschnabel hell orange-beige. Die Beine sind dunkelgrau.

## Lautäußerungen
Der kontinuierliche Gesang ähnelt dem von Sumpfrohrsängers und Gelbspötter. Er ist laut, wird häufig in rasantem Tempo vorgetragen und besteht aus zahlreichen Imitationen des Gesanges anderer Vögel kombiniert mit rau zwitschernden Tönen. Viele Strophen werden mehrfach wiederholt. Insgesamt ist der Gesang nicht ganz so schnell wie der des Sumpfrohrsängers und ihm fehlen die „zi-ähh“-Elemente des Gelbspöttergesanges. Am Brutplatz lassen sich verschiedene schnalzende Rufe wie „tschack“ oder „tjack“ vernehmen.

## Verbreitung, Lebensraum und Wanderungen

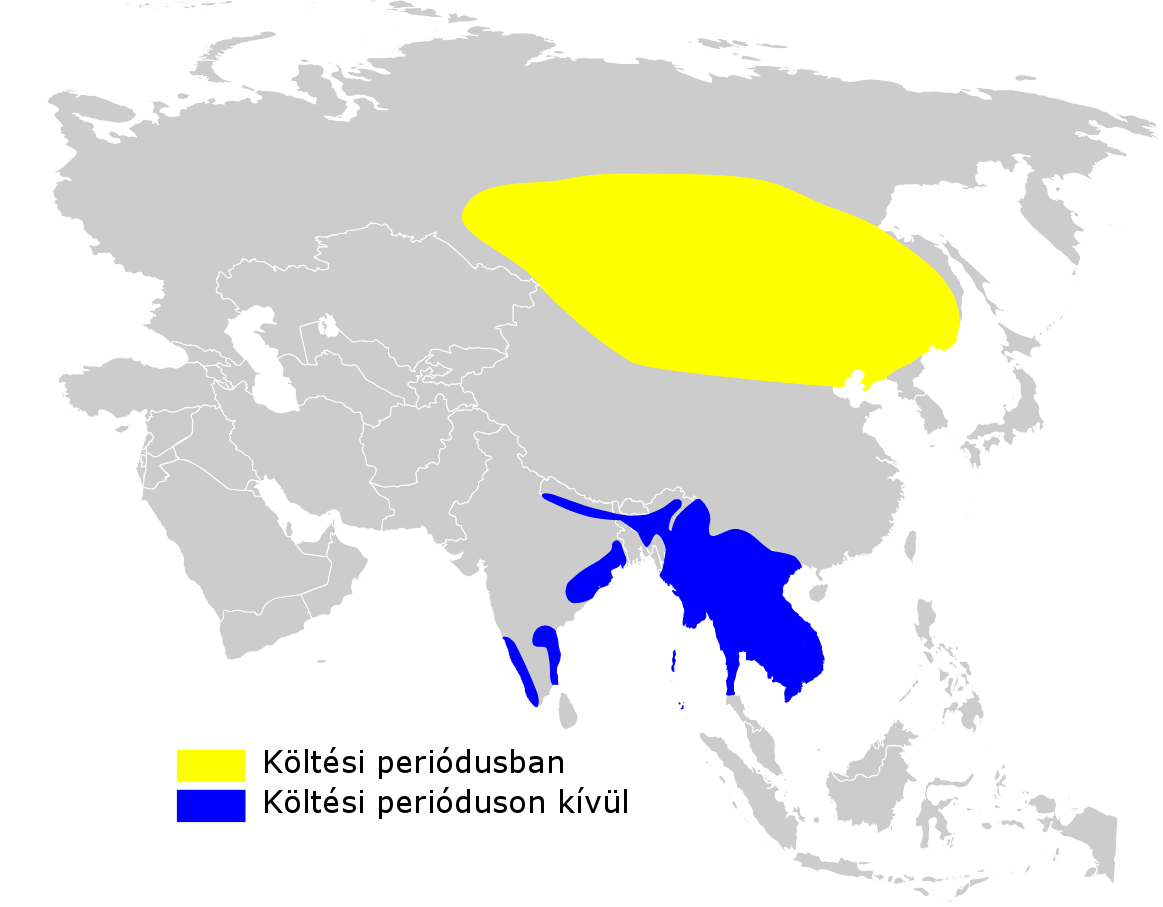
Verbreitung des Dickschnabelspötters:
Brutgebiete
Überwinterungsgebiete

Das Brutgebiet des Dickschnabelspötters ist auf den Süden Sibiriens, die nördliche Mongolei und Nordost-China beschränkt.
Er besiedelt dort dichte Vorwaldstadien aus Birken und Weiden am Rand von Taigamooren, auf Waldlichtungen und auf älteren Kahlschlägen. Die Art überwintert in Südostasien von Indien über Nepal und Südchina bis Indochina.

## Gefährdungssituation und Bestand
Die Art wird wegen des sehr großen Verbreitungsgebietes von etwa 7.180.000 km² in der Roten Liste der IUCN als nicht gefährdet (Least Concern) eingestuft, auch wenn die Bestände abnehmen. Es wurden keine Populationsschätzungen vorgenommen, allerdings wird die Art als in ihrem Verbreitungsgebiet recht spärlich vorkommend beschrieben; nur in einigen Regionen ist sie lokal häufig.